# Діярб-Нігм
Діярб-Нігм (араб. ديرب نجم) — місто на півночі Єгипту, розташоване на території мухафази Еш-Шаркія.

## Географія
Місто знаходиться на заході мухафази, у східній частині дельти Нілу, за 16 кілометрів північно-північно західніге (NNW) від Заказіка, адміністративного центру провінції. Абсолютна висота — 12 метрів над рівнем моря.

## Демографія
За даними перепису 2006 року чисельність населення Діярб-Нігма становила 53384 осіб.
Динаміка чисельності населення міста по роках:
| 1996   | 2006   |
| ------ | ------ |
| 43 507 | 53 384 |

## Транспорт
Найближчий великий цивільний аеропорт — Міжнародний аеропорт Каїра.